# Cymatosyrinx hemphilli
Cymatosyrinx hemphilli är en snäckart som först beskrevs av Robert Edwards Carter Stearns 1871.  Cymatosyrinx hemphilli ingår i släktet Cymatosyrinx och familjen Drilliidae. Inga underarter finns listade i Catalogue of Life.